# Rob van Boekel
Rob van Boekel (Veldhoven, 22 februari 1987) is een Nederlands voormalig voetballer die als middenvelder speelde. Hij kwam in de zomer van 2008 over van Jong PSV en tekende een contract voor drie jaar bij FC Eindhoven. Bij zijn debuut in de derby tegen Helmond Sport (4-3 verlies) scoorde Van Boekel het derde Eindhovense doelpunt. In 2013 keerde hij terug bij zijn jeugdclub UNA.

## Carrière
| Seizoen | Club                               | Wedstrijden | Doelpunten | Competitie     |
| ------- | ---------------------------------- | ----------- | ---------- | -------------- |
| 2008/09 | FC Eindhoven                       | 35          | 7          | Eerste divisie |
| 2009/10 | FC Eindhoven                       | 31          | 3          | Eerste divisie |
| 2010/11 | FC Eindhoven                       | 31          | 5          | Eerste divisie |
| 2011/12 | FC Eindhoven                       | 27          | 5          | Eerste divisie |
| 2012/13 | FC Eindhoven                       | 23          | 0          | Eerste divisie |
| Totaal  | Laatst bijgewerkt: 2 februari 2013 | 147         | 20         |                |